# Eilema stramineola
Eilema stramineola là một loài bướm đêm thuộc phân họ Arctiinae, họ Erebidae.